# ロンドン詩篇の世界図

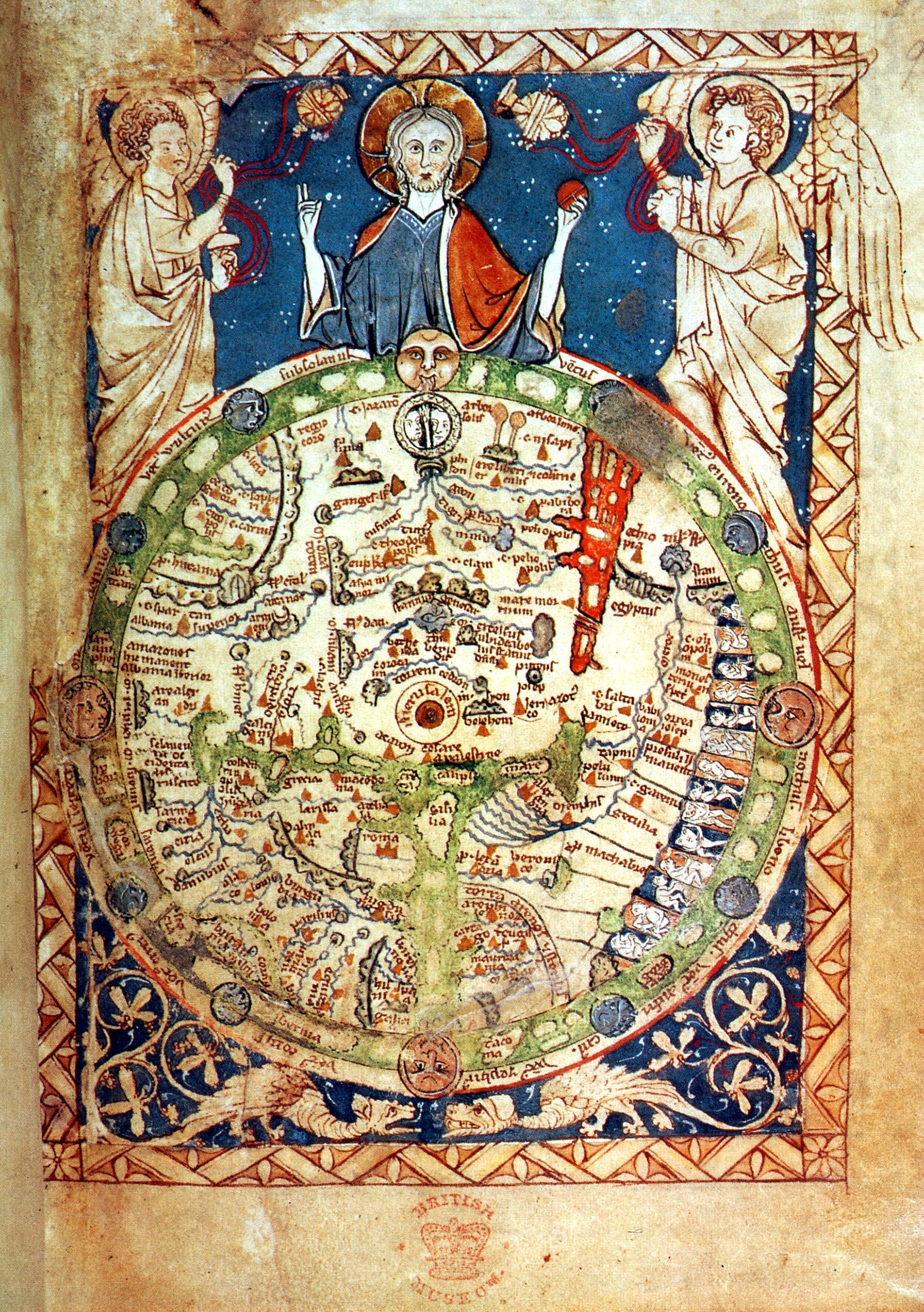
世界図、1260年頃

ロンドン詩篇の世界図（ロンドンしへんのせかいず、英: Psalter world map、独: Londoner Psalterkarte）は、大英図書館が所蔵する『詩篇』の写本に描かれた世界地図（マッパ・ムンディ）である。1260年ごろの成立年代とされる。製作者不明。縦 9.5cm の小さな地図であるが、非常に細かく描かれている。
史家フォン・デン・ブリンケンによれば、エプストルフの世界図の縮小版のようであるという。

## 概説
ロンドン詩篇の世界図は、典型的なマッパ・ムンディであり、単に地理や歴史上の知識が描きこまれたものではなく、西洋中世の文脈の中にある。現代とは異なり、地図の上方向はキリスト教において重要な方向である東である。その上にイエス・キリストが描かれており、右手で祝福をし、左手に赤い地球を持っている。この地球は、2本の交差する線で3つの大陸に分けられる、いわゆるTO図で描かれている。上部の2分の1を占める大陸がアジア、左下がヨーロッパ、右下がアフリカである。